# Сурьяванши
«Сурьяванши» (Suryavanshi, досл.: «Представитель Солнечной расы») — индийский фильм в стиле фэнтези, вышедший в прокат 14 февраля 1992 года.

## Сюжет
Сын богатого вдовца Вики (Салман Хан) и дочь археолога Сония (Шиба) нравятся друг другу и женятся по желанию родителей. После свадьбы они отправляются вместе с семьей в деревню, в которой отец Сонии при раскопках нашёл подземный дворец. В той местности согласно легенде обитает дух умершей принцессы Сурьялекхи (Амрита Сингх), и происходят странные вещи, наводящие ужас на людей. Принцесса ненавидела всех мужчин, пока не влюбилась в члена общины Солнечной расы — Сурьяванши — Викрама Сингха (Салман Хан). Викрам отвергает её за убийство своего друга, а сам погибает при трагических обстоятельствах. Теперь принцесса ждет своего возрождения, чтобы вернуть Викрама и снять с себя проклятие.
Семья Вики хочет быстрее покинуть это страшное место, но призрак не отпускает их. Все попытки побега оказываются неудачными. Наконец, становится известна причина — Вики как две капли воды похож на Викрама, и именно он должен стать жертвой темного плана Сурьялекхи.

## В ролях
- Салман Хан — Вики / Викрам Сингх, принц Сурьяванши
- Амрита Сингх — принцесса Сурьялекха
- Саид Джеффри — Дж. Б., отец Вики
- Шакти Капур — Раджгуру
- Шиба Акашдип[англ.] — Сония
- Аджит Вачани[англ.] — Д. Д., отец Сонии
- Пунит Иссар[англ.] — Махеш
- Сушма Сетх[англ.] — королева-мать
- Кадер Хан — старик из деревни

## Саундтрек
Все тексты написаны Кулвантом Джани, вся музыка написана дуэтом Ананд-Милинд.
| №  | Название                  | Исполнители                     | Длительность |
| -- | ------------------------- | ------------------------------- | ------------ |
| 1. | «Main Nahin Kehta»        | Кумар Сану, Аша Бхосле          | 6:31         |
| 2. | «Mujhe Sadiyon Se Tera»   | Кавита Кришнамурти              | 5:40         |
| 3. | «Goodbye Namaste»         | Амит Кумар                      | 6:18         |
| 4. | «Jogi Tere Pyar Mein»     | Удит Нараян, Аша Бхосле         | 8:21         |
| 5. | «Yeh Log Poochte Hain»    | Удит Нараян, Кавита Кришнамурти | 5:51         |
| 6. | «Tu Hi Mere Dil Ka Jaani» | Мангал Сингх, Аша Бхосле        | 8:18         |

## Критика
Портал Rediff.com назвал этот фильм худшим в карьере Салмана и одним из худших фильмов ужасов Болливуда.